# Vijgenblad

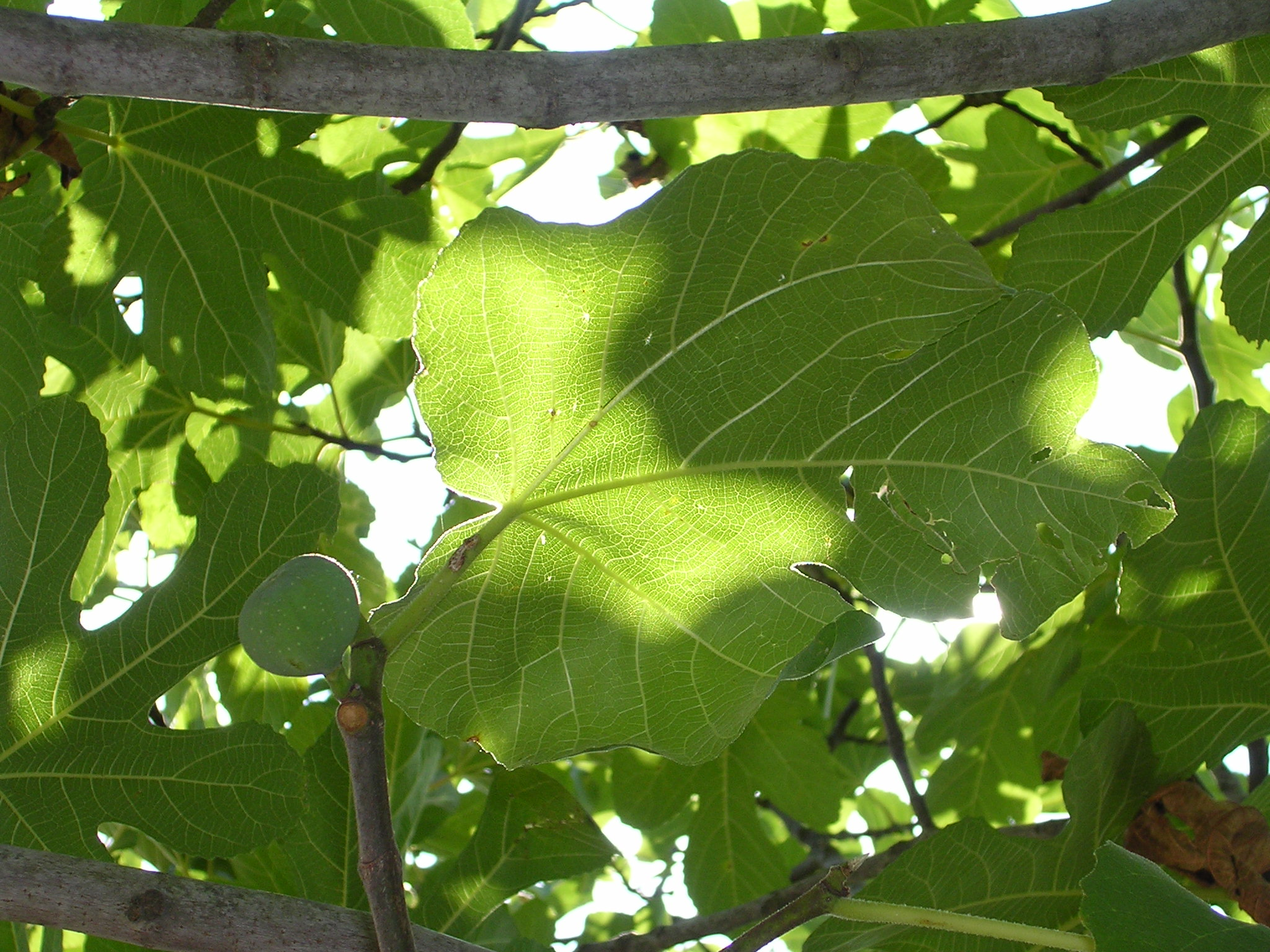
Een vijg en een vijgenblad

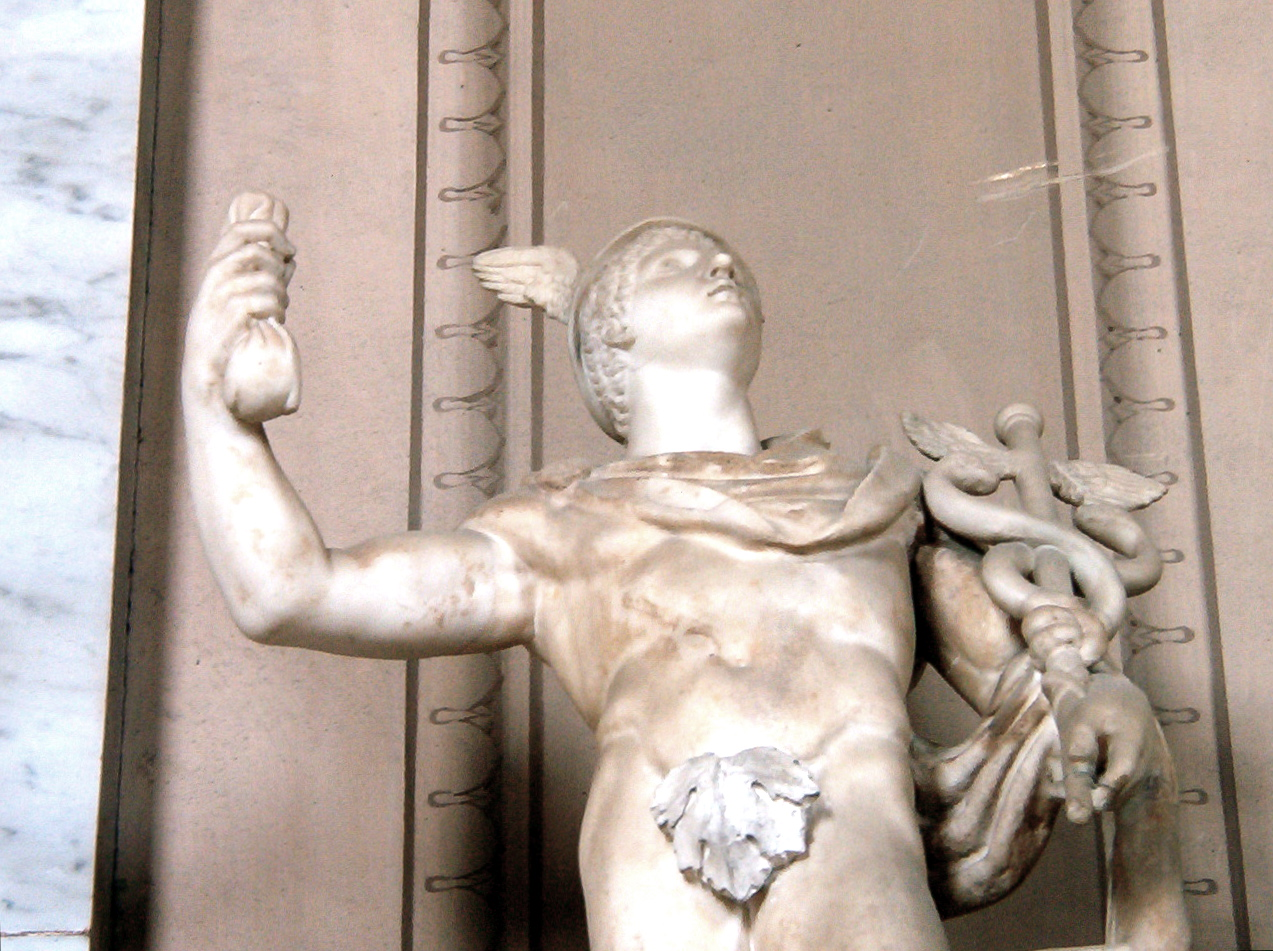
Standbeeld van Mercurius met een vijgenblad over de genitalia

Een vijgenblad is een blad van een vijgenboom.
Het schilderen van het vijgenblad is de oplossing om Adam en Eva, die oorspronkelijk naakt waren en zich daarvoor niet schaamden, af te beelden en tegelijk de primaire geslachtsdelen niet te tonen. Veel bladeren zijn niet door de schilder aangebracht, maar veel later, toen men zich voor de afbeelding begon te schamen. Dat is bijvoorbeeld gebeurd bij de muurschildering van Michelangelo in de Sixtijnse Kapel. De genitalia van bepaalde personages zijn daar overschilderd met vijgenbladeren door Daniele da Volterra. Ook bij standbeelden werden soms naderhand vijgenbladeren op de genitalia aangebracht.
De keuze voor het gebruik van het vijgenblad zal ingegeven zijn door de tekst van Genesis 3:7, waarin staat dat Adam en Eva na de zondeval schorten maakten van vijgenbladeren.
Het vijgenblad staat dan ook voor uitvlucht en plaatsvervangende schaamte.